# U-281 (tàu ngầm Đức)
U-281 là một tàu ngầm tấn công  Lớp Type VII thuộc phân lớp Type VIIC được Hải quân Đức Quốc Xã chế tạo trong Chiến tranh Thế giới thứ hai. Nhập biên chế năm 1943, nó đã thực hiện được bốn chuyến tuần tra nhưng không đánh chìm được mục tiêu nào. U-281 đã sống sót qua cuộc xung đột, đầu hàng lực lượng Đồng Minh tại Kristiansand, Na Uy vào ngày 9 tháng 5, 1945, và bị đánh đắm ngoài khơi Londonderry trong khuôn khổ Chiến dịch Deadlight vào ngày 30 tháng 11, 1945.

## Thiết kế và chế tạo

### Thiết kế

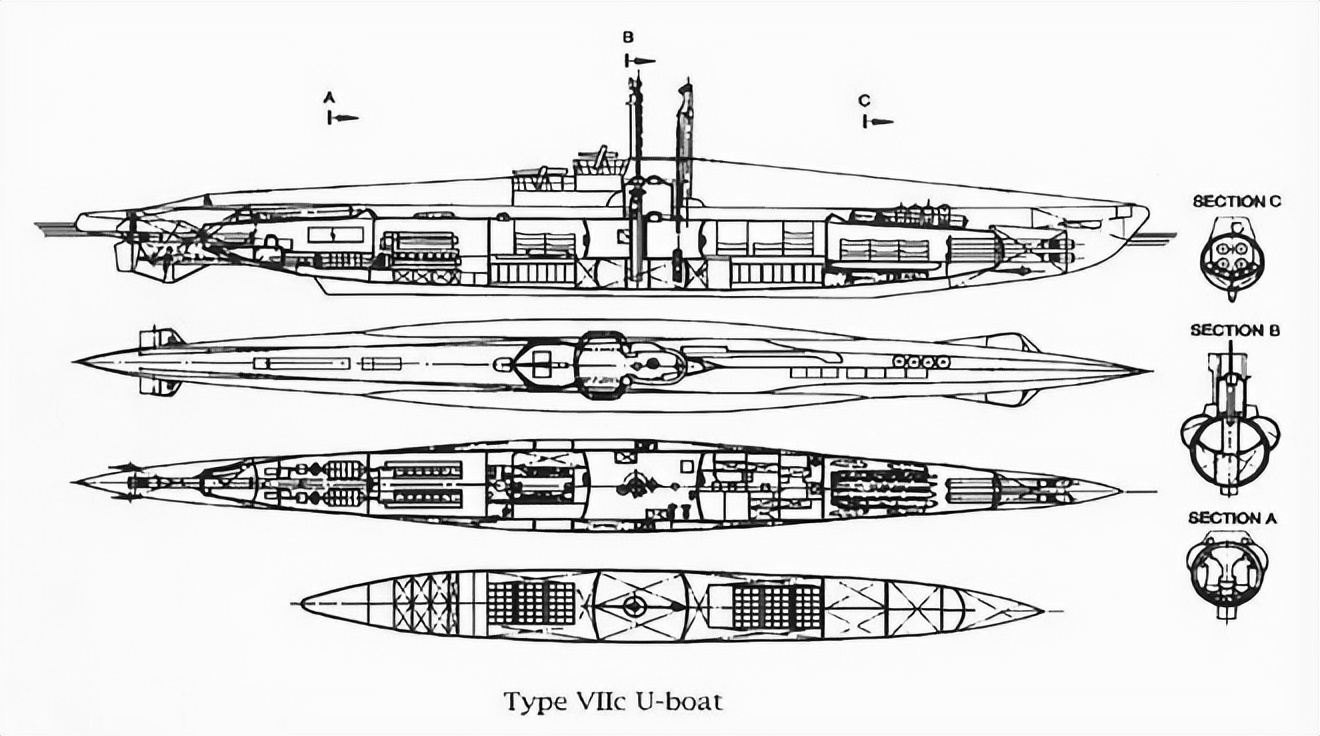
Sơ đồ các mặt cắt một tàu ngầm Type VIIC

Phân lớp VIIC của Tàu ngầm Type VII là một phiên bản VIIB được kéo dài thêm. Chúng có trọng lượng choán nước 769 t (757 tấn Anh) khi nổi và 871 t (857 tấn Anh) khi lặn). Con tàu có chiều dài chung 67,10 m (220 ft 2 in), lớp vỏ trong chịu áp lực dài 50,50 m (165 ft 8 in), mạn tàu rộng 6,20 m (20 ft 4 in), chiều cao 9,60 m (31 ft 6 in) và mớn nước 4,74 m (15 ft 7 in).
Chúng trang bị hai động cơ diesel Germaniawerft F46 siêu tăng áp 6-xy lanh 4 thì, tổng công suất 2.800–3.200 PS (2.100–2.400 kW; 2.800–3.200 bhp), dẫn động hai trục chân vịt đường kính 1,23 m (4,0 ft), cho phép đạt tốc độ tối đa 17,7 kn (32,8 km/h), và tầm hoạt động tối đa 8.500 nmi (15.700 km) khi đi tốc độ đường trường 10 kn (19 km/h). Khi đi ngầm dưới nước, chúng sử dụng hai động cơ/máy phát điện AEG GU 460/8–27 tổng công suất 750 PS (550 kW; 740 shp). Tốc độ tối đa khi lặn là 7,6 kn (14,1 km/h), và tầm hoạt động 80 nmi (150 km) ở tốc độ 4 kn (7,4 km/h). Con tàu có khả năng lặn sâu đến 230 m (750 ft).
Vũ khí trang bị có năm ống phóng ngư lôi 53,3 cm (21 in), bao gồm bốn ống trước mũi và một ống phía đuôi, và mang theo tổng cộng 14 quả ngư lôi, hoặc tối đa 22 quả thủy lôi TMA, hoặc 33 quả TMB. Tàu ngầm Type VIIC bố trí một hải pháo 8,8 cm SK C/35 cùng một pháo phòng không 2 cm (0,79 in) trên boong tàu. Thủy thủ đoàn bao gồm 4 sĩ quan và 40-56 thủy thủ.

### Chế tạo
U-281 được đặt hàng vào ngày 5 tháng 6, 1941, và được đặt lườn tại xưởng tàu của hãng Bremer-Vulkan-Vegesacker Werft ở Bremen vào ngày 7 tháng 5, 1942. Nó được hạ thủy vào ngày 16 tháng 1, 1943, và nhập biên chế cùng Hải quân Đức Quốc Xã vào ngày 27 tháng 2, 1943 dưới quyền chỉ huy của Hạm trưởng, Đại úy Hải quân Heinz von Davidson.

## Lịch sử hoạt động

### 1943
Sau khi hoàn thành việc chạy thử máy và huấn luyện trong thành phần Chi hạm đội U-boat 8, U-281 được điều sang Chi hạm đội U-boat 7 từ ngày 1 tháng 8, 1943 để phục vụ trên tuyến đầu.

#### Chuyến tuần tra thứ nhất
Sau khi chuyển căn cứ hoạt động từ Kiel đến cảng Bergen, Na Uy vào giữa tháng 9, U-281 khởi hành từ cảng này vào ngày 6 tháng 10 cho chuyến tuần tra đầu tiên trong chiến tranh. Nó băng qua khe GIUK giữa quần đảo Faroe và Iceland để hoạt động tại khu vực giữa Bắc Đại Tây Dương về phía Đông Nam Greenland. Vào ngày 17 tháng 10, trong khi theo dõi Đoàn tàu ONS 20 ở vị trí về phía Đông Nam mũi Farewell, Greenland, nó bị một máy bay ném bom B-24 Liberator tấn công. Chiếc tàu ngầm đã chống trả bằng hỏa lực phòng không, và hai quả mìn sâu ném xuống đã chệch khỏi con tàu; tuy nhiên một sĩ quan và hai thủy thủ đã bị thương do hỏa lực súng máy càn quét. U-281 kết thúc chuyến tuần tra và đi đến cảng St. Nazaire bên bờ biển Đại Tây Dương của Pháp đã bị Đức chiếm đóng, đến nơi vào ngày 26 tháng 11.

### 1944

#### Chuyến tuần tra thứ hai và thứ ba
Trong chuyến tuần tra thứ hai diễn ra từ ngày 5 tháng 1 đến ngày 5 tháng 3, 1944, xuất phát và kết thúc tại cảng St. Nazaire, U-281 hoạt động tại khu vực giữa Bắc Đại Tây Dương về phía Tây Nam Ireland. Chiếc tàu ngầm có chuyến tuần tra tiếp theo từ ngày 6 đến ngày 15 tháng 6, cùng xuất phát và kết thúc tại cảng St. Nazaire, nhưng chỉ hoạt động trong khu vực vịnh Biscay. U-281 đã không đánh chìm được mục tiêu nào trong cả hai chuyến này.

#### Chuyến tuần tra thứ tư
Sau khi chuyển căn cứ hoạt động từ St. Nazaire đến cảng La Pallice tại La Rochelle, Pháp vào đầu tháng 8, U-281 xuất phát từ La Pallice vào ngày 4 tháng 9, băng ngược trở lại qua khe GIUK để quay lại vùng biển Na Uy, và đi đến Kristiansand vào ngày 29 tháng 10. Con tàu lại rời vùng biển Na Uy vào ngày 2 tháng 11 để đi đến Flensburg, Đức ba ngày sau đó. Vào khoảng thời gian này, chiếc tàu ngầm được nâng cấp trang bị ống hơi để cải thiện khả năng hoạt động ngầm dưới nước.

### 1945
Sau khi Đức Quốc xã chấp nhận đầu hàng, U-281 chính thức đầu hàng lực lượng Đồng Minh tại Kristiansand vào ngày 9 tháng 5, 1945. Chiếc tàu ngầm được chuyển đến Loch Ryan, Scotland ngang qua Scapa Flow. Sau đó trong khuôn khổ Chiến dịch Deadlight, U-281 bị đánh đắm ngoài khơi Londonderry vào ngày 30 tháng 11, 1945, tại tọa độ 55°50′B 10°05′T / 55,833°B 10,083°T.

### "Bầy sói" tham gia
U-281 từng tham gia mười một bầy sói:
- Schlieffen (16 – 22 tháng 10, 1943)
- Siegfried (22 – 27 tháng 10, 1943)
- Siegfried 2 (27 – 30 tháng 10, 1943)
- Körner (30 tháng 10 – 2 tháng 11, 1943)
- Tirpitz 3 (2 – 8 tháng 11, 1943)
- Eisenhart 9 (9 – 11 tháng 11, 1943)
- Rügen (14 – 26 tháng 1, 1944)
- Hinein (26 tháng 1 – 3 tháng 2, 1944)
- Igel 2 (3 – 17 tháng 2, 1944)
- Hai 2 (17 – 22 tháng 2, 1944)
- Preussen (22 – 23 tháng 2, 1944)